# Oprawa tłoczona ślepo
Oprawa tłoczona ślepo – typ oprawy gotyckiej, powstałej poprzez ściśnięcie użytku (okładki) z matrycą (tłokiem). W Europie technika znana od IX wieku, była kontynuacją opraw karolińskich i romańskich. Sposób zdobienia oprawy książki uzyskiwany poprzez tłoczenie trójwymiarowego wzoru. Proces tłoczenia na ślepo daje czysty, subtelny obraz. Dekoracje wykonane tłokami przedstawiającymi postacie ludzkie lub zwierzęce, twory fantastyczne, wypełniają pasy bordiur lub pole zwierciadła. Wyjątek stanowią późnogotyckie oprawy krakowskie z XV/XVI w., na których wytłoczono złote figurki świętych, ustawione pod baldachimami arkadowymi, a rozety ujęto w kształt obramowania.
Motywy roślinne i napisy na elementach mogły wskazywać miejsce powstania oprawy oraz monogram lub pełne nazwisko introligatora. Mechanizacja wytwarzania oprawy książki to przełom XIX i XX wieku. Przemiany te spowodowały, iż ślepe tłoczenie wykonywane maszynowo było najtańszą metodą dekorowania opraw płóciennych.